# 방지초등학교
방지초등학교(芳旨初等學校)는 경상북도 청도군 금천면에 있었던 공립 초등학교이다.

## 학교 연혁
- 1954년 4월 14일 금천국민학교 방지분교 개교
- 1962년 9월 18일 방지국민학교 승격
- 1993년 3월 1일 병설유치원 개원
- 1993년 3월 1일 봉하분교장 편입
- 1994년 3월 1일 문명분교장 편입
- 1996년 3월 1일 방지초등학교로 개칭
- 1999년 9월 1일 봉하분교장 본교 통합
- 2015년 2월 28일 폐교[1]

## 참고 자료
- 방지초등학교 - 한국교육학술정보원 학교알리미